# Till Endemann
Till Endemann  (n. 23 februarie 1976, Hamburg) este un scenarist și regizor german.

## Date biografice
Till Endemann a studiat între anii 1997 - 2002, artă cinematografică la Academia din Baden-Württemberg, cu ponderea de filme documentare. Filmele lui au fost de mai multe ori premiate.

## Filmografie
- 2002: Rückkehr in den Dschungel (film documentar)
- 2004: Mondlandung
- 2005: Das Lächeln der Tiefseefische
- 2005: Kometen
- 2009: Fröhliche Weihnachten (film de scurt metraj)
- 2009: Flug in die Nacht – Das Unglück von Überlingen
- 2010: Vom Ende der Liebe (film) / SWR
- 2010: Vater Morgana
- 2011: Carl & Bertha
- 2012: Auslandseinsatz
- 2014: Unter Anklage: Der Fall Harry Wörz